# 斯科特·桑德·谢泼德
史考特·桑德·雪柏（英語：Scott Sander Sheppard，1977年—），美国天文学家，任职于卡内基科学研究所地磁部门（Department of Terrestrial Magnetism）。他毕业于夏威夷大学，曾发现了木星、土星、天王星、海王星的诸多卫星。他还是海王星特洛伊2004 UP10、2008 LC18以及一些柯伊伯带天体、半人马小行星与近地天体的发现者。
以下是他参与发现的已被命名的卫星：
木星
- 木卫十八（2000年，最初于1975年由查尔斯·科瓦尔发现）
- 木卫二十二（2000年）
- 木卫二十七（2000年）
- 木卫二十一（2000年）
- 木卫二十六（2000年）
- 木卫二十五（2000年）
- 木卫二十（2000年）
- 木卫二十三（2000年）
- 木卫十九（2000年）
- 木卫二十四（2000年）
- 木卫三十四（2001年）
- 木卫三十五（2001年）
- 木卫三十三（2001年）
- 木卫二十九（2001年）
- 木卫三十（2001年）
- 木卫三十八（2001年）
- 木卫三十一（2001年）
- 木卫三十二（2001年）
- 木卫二十八（2001年）
- 木卫三十六（2001年）
- 木卫三十七（2001年）
- 木卫四十三（2002年）
- 木卫四十七（2003年）
- 木卫四十五（2003年）
- 木卫四十一（2003年）
- 木卫三十九（2003年）
- 木卫四十四（2003年）
- 木卫四十八（2003年）
- 木卫四十（2003年）
- 木卫四十二（2003年）
- 木卫四十六（2003年）
- 木卫四十九（2003年）

土星
- 土卫三十一（2003年）
- 土卫四十二（2004年）
- 土卫四十（2004年）
- 土卫三十六（2004年）
- 土卫三十七（2004年）
- 土卫四十三（2004年）
- 土卫三十八（2004年）
- 土卫四十一（2004年）
- 土卫三十九（2004年）
- 土卫四十四（2004年）
- 土卫四十五（2006年）
- 土卫四十六（2006年）
- 土卫四十八（2006年）
- 土卫四十七（2006年）
- 土卫五十一（2006年）
- 土卫五十（2006年）
- 土卫五十二（2007年）

天王星
- 天卫二十三（2003年）

海王星
- 海卫十（2003年）

此外雪柏还曾参与了2010 EK139、2010 KZ39、2010 FX86等矮行星候选者的发现。他也是柯伊伯带天体2007 TY430的共同发现者。